# 10568 Yoshitanaka
10568 Yoshitanaka este un asteroid din centura principală de asteroizi.

## Descriere
10568 Yoshitanaka este un asteroid din centura principală de asteroizi. A fost descoperit pe 2 februarie 1994 la Kiyosato de Satoru Ōtomo. Asteroidul prezintă o orbită caracterizată de o semiaxă mare de 2,69 ua, o excentricitate de 0,18 și o înclinație de 11,6° în raport cu ecliptica.